# Campionati mondiali open di judo 2017
I Campionati mondiali open di judo 2017 si sono svolti a Marrakech, in Marocco, dall'11 al 12 novembre 2017.

## Medagliere
| Posiz. | Nazione              | Oro | Argento | Bronzo | Totale |
| ------ | -------------------- | --- | ------- | ------ | ------ |
| 1      | Giappone             | 1   | 0       | 1      | 2      |
| 2      | Francia              | 1   | 0       | 0      | 1      |
| 3      | Belgio               | 0   | 1       | 0      | 1      |
| 3      | Bosnia ed Erzegovina | 0   | 1       | 0      | 1      |
| 5      | Cuba                 | 0   | 0       | 2      | 2      |
| 6      | Tunisia              | 0   | 0       | 1      | 1      |
| Totale | Totale               | 2   | 2       | 4      | 8      |

## Risultati

### Uomini
| Evento         | Oro         | Argento        | Bronzo                              |
| Categoria open | Teddy Riner | Toma Nikiforov | Alex Garcia Mendoza Takeshi Ojitani |

### Donne
| Evento         | Oro           | Argento      | Bronzo                          |
| Categoria open | Sarah Asahina | Larisa Cerić | Nihel Cheikhrouhou Idalys Ortíz |